# Coopération décentralisée
La  coopération décentralisée est un mode de coopération transnationale au développement comprenant toutes les relations d'amitié, de jumelage ou de partenariat nouées entre les collectivités locales d'un pays et les collectivités, équivalentes ou non, d'autres pays. Elle doit se concrétiser par une convention entre deux autorités locales. Par extension, on y inclut différentes formes d'assistance ou d'échanges d'expériences avec des structures publiques locales étrangères. Mais on parle alors d'« action internationale des collectivités ».

## Coopération décentralisée
(février 2014).
La coopération décentralisée représente une forme de coopération plus horizontale que la coopération gouvernementale et la coopération multilatérale, soumises à des critiques sévères de la part d'acteurs non-gouvernementaux, qui les soupçonnent souvent de favoriser des intérêts privés importants (banques, grandes entreprises du Nord)[réf. nécessaire]. La coopération décentralisée correspond mieux à une nouvelle vision de la gouvernance et notamment d'une Europe des régions.
Les collectivités territoriales françaises actives en coopération décentralisée se réunissent dans des associations comme Cités unies France, l'Association française du conseil des communes et régions d'Europe (AFCCRE)  qui forment des cadres où développer leurs programmes de coopération décentralisée. Au niveau international, les deux fédérations naguère concurrentes, la Fédération mondiale des cités unies (FMCU), alors basée en région parisienne et l'Union internationale des autorités locales (IULA), alors basée aux Pays-Bas, ont fusionné en mai 2004 pour former Cités et gouvernements locaux unis, dont le siège est à Barcelone.
Il existe des centaines de jumelages et partenariats entre les collectivités locales et régionales d'Europe et des Amériques et leurs homologues d'Afrique, Amérique latine, Asie, Caraïbes et du Pacifique ; leur objectif est d'améliorer les conditions de vie dans les pays les plus pauvres de notre planète, la qualité des services et les capacités de nos administrations locales et régionales. Fin 2008, le Conseil des communes et régions d'Europe (CCRE) a créé un site sur les jumelages et partenariats pour le développement. Le site permet notamment d'aider les collectivités locales et régionales d'Europe et des pays en voie de développement à trouver un/des partenaire(s) dans le but commun de collaborer pour améliorer la vie de leurs citoyens. Depuis 2009, la Commission nationale de coopération décentralisée (CNCD) a mis en ligne un atlas de l'action internationale des collectivités locales (voir liens).
Chaque année, en France, les collectivités locales sont invitées à déclarer les budgets affectées à l'aide au développement (coopérations décentralisées menées vers les PVD ou subventions à des associations) : en 2020 l'APD des collectivités représente une somme totale déclarée (par 822 collectivités françaises) de 54,4M€ 
Dans son rapport publié en 2018 "Reshaping Decentralised Development Co-operation", l'OCDE présente les principaux pays actifs en coopération décentralisée qui sont l'Allemagne, l'Espagne (du fait de leur structure fédérale) ou le Canada et l'Autriche : le montant global engagé par les collectivités est estimé à 1870 M$ en 2015 - voir tableau 2.4 p62 : 